# Placido Cicala
Placido Cicala (Messina, 9 giugno 1910 – Torino, 16 giugno 1996) è stato un ingegnere italiano.

## Biografia
Cicala si laureò nel 1932 in ingegneria meccanica e l'anno seguente in ingegneria aeronautica presso il Politecnico di Torino, dove conseguì nel 1936 l'abilitazione all'insegnamento di meccanica applicata, assistitendo Modesto Panetti nell'insegnamento. Dal 1942 insegnò costruzioni aeronautiche presso il Politecnico di Torino, conseguendo il ruolo di professore ordinario nel 1945.
Tra il 1948 e il 1952 trascorse quattro anni in Argentina, insegnando presso le università di Córdoba e di La Plata. Rientrato in Italia, assunse nel 1957 l'insegnamento di scienza delle costruzioni presso il Politecnico di Torino, che mantenne fino al suo pensionamento.
Fu professore ospite presso la Purdue University nel 1957 e, in seguito, tenne seminari anche presso le università Yale, Stanford e dell'Illinois.
Fu socio dell'Accademia delle Scienze di Torino dal 1953 e dell'Accademia Nazionale dei Lincei dal 1972.
La attività di ricerca che lo portò alla fama internazionale fu quella dedicata allo studio della plasticità e delle strutture a guscio e in parete sottile. Inoltre, tra il 1935 e il 1937 sviluppò una generalizzazione della teoria della linea portante di Prandtl a flussi non stazionari, nota come equazione di Cicala, che ebbe ampio rilievo all'estero. I suoi studi per un approccio innovativo e semplificato al calcolo delle variazioni, che presentò alla Purdue University, furono raccolti nel volume An Engineering Approach to the Calculus of Variations, edito nel 1957.